# Музей історії кольських саамів
Музей історії, культури і побуту кольских саамів — територіальний відділ Мурманського обласного краєзнавчого музею, заснований в селі Ловозеро у 1962 році. Є єдиним в Росії саамським музеєм.

## Опис музею
Музей історії кольських саамів був заснований в 1962 році на базі Ловозерської середньої школи вчителем географії Павлом Полікарповичем Юр'євим; у 1968 році музей отримав статус територіального відділу Мурманського обласного краєзнавчого музею.
З 1987 року експозиції музею розміщені в окремій будівлі колишнього районного будинку культури та їх площа становить понад 300 кв. м. 
Експонати музею розповідають про історію, культуру та побут саамів — корінного народу Кольського півострова. Цей нечисленний північний народ в наші дні проживає також на території північної Фінляндії, Швеції і Норвегії.
Сучасна експозиція музею була оформлена в 1990 році.
Серед розділів експозиції можна виділити наступні:
- Стародавня історія саамської народу
- Розвиток Ловозерського району в 1920-1930-і рр ..
- Тил — фронту. Велика Вітчизняна війна 1941-1945 рр.
- Економічний і культурний розвиток району у 1950-1980-і рр ..
- Розвиток оленярства — традиційної галузі господарства саамів
- Побут нечисленних народів Кольської Півночі

Особливий інтерес в експозиції музею є археологічна колекція (у тому числі камінь з петрогліфами, датованими I тисячоліттям до нашої ери), а також колекція предметів прикладного мистецтва та предметів побуту саамів.